# Dihydrochalcon
Dihydrochalcon is een chemische verbinding die sterk verwant is aan chalcon. Het verschil met chalcon is dat de onverzadigde binding in de enongroep bij dihydrochalcon gehydrogeneerd is.
Dihydrochalcon en zijn derivaten behoren tot de flavonoïden.

## Dihydrochalconen
Een aantal derivaten van dihydrochalcon komt in de natuur voor of is afgeleid van stoffen die in de natuur voorkomen. Een aantal daarvan wordt gebruikt als zoetstof om allerlei levensmiddelen een zoete smaak te verlenen:
- Aspalathine, een glycoside van dihydrochalcon, komt voor in kruidenthee van rooibos;
- Nothofagine, een ander glycoside dat in rooibos en Nothofagus fusca voorkomt;
- Floridzine, een ander glycoside, komt onder andere voor in de korst van appelbomen en in appels;
- Trilobatine, een glycoside dat in de bladeren van sommige appel- en andere boomsoorten voorkomt en als zoetstof gebruikt wordt;
- Floretine, het aglycon van floridzine, is eveneens een zoetstof;
- Naringine dihydrochalcon, een synthetische zoetstof afgeleid van naringine dat in de schil van citrusvruchten (met name pompelmoes) voorkomt;
- Neohesperidine dihydrochalcon, een synthetische zoetstof afgeleid van neohesperidine dat ook in citrusvruchten voorkomt.